# Contacte cu OZN-uri în Rusia
Se crede că studiul OZN-urilor în Uniunea Sovietică și în Rusia a început mai devreme decât în Statele Unite ale Americii. În 1946, inginerul și scriitorul de științifico-fantastic Alexander Kazanțev a emis ipoteza că explozia de la Tunguska din 1908 a fost cauzată de un accident al unei aeronave de origine extraterestră. Primele discuții în jurul acestui fenomen au început în 1947, când a avut loc citirea la Planetariul din Moscova a unei prelegeri-dezbatere intitulată Misterele meteoritului Tunguska («Загадки Тунгусского метеорита») (autori - Felix Ziegel și Alexander Kazanțev). Această discuție a avut un caracter larg, fiind implicați academicieni, cercetători și jurnaliști. În parte, a contribuit la creșterea interesului pentru fenomenul Tunguska și organizarea în 1958 a expediției Academiei de Științe, care a dovedit că explozia obiectului de la Tunguska a avut loc în aer, deasupra solului.
În mai 1967, primul grup oficial sovietic de studiu al OZN-urilor a organizat o întâlnire la Centrul de Aviație și Cosmonautică din Moscova, cu generalul maior Piotr A. Stoliarov la conducere și Ziegel ca adjunct. În octombrie, comitetul de cosmonautică DOSAAF a invitat grupul să lucreze sub auspiciile sale. Înainte de această întâlnire, Ziegel a publicat un articol în revista „Smena”, în care a scris:
„Aceste OZN-uri au fost văzute în toată Uniunea Sovietică; navele au orice formă posibilă, mici, mari, turtite, sferice. Sunt capabile să rămână pe loc în atmosferă sau să meargă cu 100.000 de kilometri pe oră. Se deplasează fără a produce cel mai mic sunet, creând în jurul lor un vid pneumatic care le protejează de arderea în stratosfera noastră. Navele lor au capacitatea misterioasă de a dispărea și a de reapărea după bunul lor plac. În plus, acestea sunt capabile să ne afecteze resursele de energie, oprind centralele de producere a energiei electrice, stațiile de radio și motoarele noastre, fără ca totuși să le deterioreze permanent. O tehnologie atât de rafinată poate fi doar rodul unei inteligențe care este într-adevăr mult superioară celei a noastre.”
Articolul a provocat furori în URSS și a fost considerat în Occident ca o prima dovadă că sovieticii erau conștienți de fenomenul OZN.

## Lista
De-a lungul timpului în Rusia au existat câteva apariții semnificative presupuse a fi obiecte zburătoare neidentificate.

### 1908
În 1908 s-a produs evenimentul de la Tunguska, atunci când a avut loc o explozie cu efecte radioactive a unui obiect necunoscut despre care majoritatea cercetătorilor consideră că a fost o cometă.

### 1970
La 24 aprilie 1970 în zona de frontieră dintre Rusia și China, controlorii de trafic aerian chinezi și ruși au observat mai multe obiecte zburătoare neidentificate.
La 20 septembrie 1977 a avut loc așa zisul Fenomen Petrozavodsk - un obiect strălucitor necunoscut a împroșcat orașul Petrozavodsk cu numeroase raze, eveniment care a fost relatat pe larg în presa sovietică.

### 1986
Un contact notabil a avut loc în 29 ianuarie 1986, așa-zisul incident OZN de la înălțimea 611 în care se pare că a avut loc prăbușirea unui OZN în Dalnegorsk, Ținutul Primorie, URSS.

### 1989
- Voronej[5][6]

### 1990-1992
Între 1990-1992 au fost observate OZN-uri în exploziile Sasovo, două explozii misterioase care au avut loc la 12 aprilie 1990 și 8 iulie 1992, având echivalentul a 25 de tone TNT.

### După 2000
La 16 februarie 2007 la Kaliningrad, un student a înregistrat un OZN pe videocamera sa.
Pe 21 iunie 2008 la Moscova, diferiți oameni și reprezentanți ai mass-mediei (inclusiv cea de stat) au semnalat apariția a 11 OZN-uri portocalii. O confirmare ulterioară a venit de la Sankt Petersburg și Novosibirsk.